# Panaspis wahlbergii
Panaspis wahlbergii (змієокий сцинк ангольський) — вид сцинкоподібних ящірок родини сцинкових (Scincidae). Мешкає в Африці на південь від Сахари. Вид названий на честь шведського натураліста Югана Аугуста Вальберга.

## Поширення і екологія
Ангольські змієокі сцинки мешкають в Демократичній Республіці Конго, Анголі, Намібії, Замбії, Зімбабве, Ботсвані, Мозамбіку, ПАР і Есватіні. Вони живуть в саванах і на луках, серед трави і опалого листя. Самиці відкладають від 2 до 6 яєць.